# Aphelandra martiusii
Aphelandra martiusii är en akantusväxtart som beskrevs av Wasshausen. Aphelandra martiusii ingår i släktet Aphelandra och familjen akantusväxter. Inga underarter finns listade i Catalogue of Life.